# Grubbia rosmarinifolia
Grubbia rosmarinifolia es una especie de Magnoliopsida del género Grubbia, de la familia Grubbiaceae, del orden Cornales.

## Taxonomía
Fue descrita científicamente por Peter Jonas Bergius. Fue publicado por primera vez en Proceedings of the Royal Society del año 1767, en la página 36.